# Hans-Jürgen Pesch
Hans-Jürgen Pesch (* 13. Juni 1935 in Halle (Saale); † 24. Juni 2010) war ein deutscher Mediziner.

## Werdegang
Nach Studium der Medizin in Kiel, Freiburg und Erlangen kam er am 1. Februar 1967 an das Pathologisch-Anatomische  Institut der Universität Erlangen. Dort habilitierte er sich und wurde 1978 zum außerordentlichen Professor berufen.
Schwerpunkte seiner wissenschaftlichen Arbeit waren das Binde- und Stützgewebe, der Gewebeersatz, die Krebsvorsorge in den oberen Luft- und Schluckwegen sowie später die Umweltpathologie.
Von 1991 bis 1995 war er Vizepräsident und Präsident der Deutschen Gesellschaft für Osteologie, ab 1993 zudem Präsident der Deutschen Gesellschaft für Umwelt- und Humantoxikologie.